# 美利堅聯盟國國會
邦聯國會（英語：Confederate States Congress）又稱聯盟國國會，是1861年至1865年期間存在於美利堅聯盟國臨時和永久立法機關。其行動主要涉及為南部原始國家建立新的國家政府的措施，以及發動一場在聯邦存在期間必須持續的戰爭。最初在阿拉巴馬州蒙哥馬利和弗吉尼亞州里士滿舉行臨時代表大會。與臨時國會搬到里士滿後的情況一樣，永久國會在現有的維吉尼亞州議會大廈舉行會議與分裂主義弗吉尼亚州议会共用一座大樓。
邦聯國會與合眾國國會一樣，由兩院制參議院和眾議院組成。參議院稱為邦聯參議院，由州立法機關選出的代表組成。眾議院也稱為邦聯眾議院，由各州居民普選產生的代表組成

## 展覽期間
組成美利堅聯盟國的七個州（南卡羅來納州、密西西比州、佛羅里達州、阿拉巴馬州、佐治亞州、路易斯安那州以及德克薩斯州）在阿拉巴馬州蒙哥馬利舉行了一次特別立法會議，宣布了美利堅聯盟國憲法）選舉傑佛遜·戴維斯總統，並設計了第一個美利堅聯盟國旗幟。
弗吉尼亞州、阿肯色州、田納西州、北卡羅來納州、密蘇里州、肯塔基州和亞利桑那領地也弗吉尼亞州里士滿遷至首都舉行了邦聯各州後加入桑特堡戰役4月1861年

## 閱讀
- The Journal of the Congress of the Confederate States of America （页面存档备份，存于）, Document No. 234 of the U.S. Serial Set, 58th Congress, 2nd session. Publisher: Washington, D.C.: United States Senate, 1904–1905
- Alexander, Thomas Benjamin. . Vanderbilt University Press. 1972. ISBN 978-0-8071-0092-9.
- Warner, Ezra J. . Louisiana State University Press. 1975. ISBN 978-0-8203-3476-9.
- Yearns, Wilfred Buck. . University of Georgia Press (1960 reprint). 2010. ISBN 978-0-8203-3476-9.

## 外部連結
- 维基共享资源上的相關多媒體資源：美利堅聯盟國國會